# Clemensnäs IF
Clemensnäs IF är en idrottsförening i Klemensnäs i Skellefteå kommun i Sverige, bildad 16 februari 1925. Klubben bedriver bland annat fotboll, innebandy och friskvård. Tidigare hade man även framgångar i ishockey och längdskidåkning. Dessutom utövades bandy och friidrott de första säsongerna. Senare hade man även tennis, och på 1950-talet handboll för damer.

## Grenar

### Fotboll

#### Herrar
De första åren tränade och spelade Clemensnäs IF fotboll på en plan i Bergsbyn. Från 1927 spelade man på en plan som låg vid Scharinsområdet i Klemensnäs, numera Bruksskolan. Den 12 juli 1949 invigdes Clemensnäs IP (Nyborg), först invigdes en gräsplan och sedan stod även en grusplan färdig, vilken 1966 också blev gräsplan. Klubben spelade i dåvarande Division 3, på den tiden Sveriges tredje högsta division, säsongerna 1953/1954, 1959, samt 1969-1971. 1974 var klubben degraderade till Division 6, men vann sin serie och tog sig till Division 5, där man tillhörde toppen de kommande säsongerna.
Klubben bedriver även ungdomsverksamhet i fotboll.

#### Damer
Klubben började med fotboll för damer 1970, och har i dag flera flicklag på ungdomssidan.

### Innebandy
Klubben började spela innebandy 1998.

### Ishockey
Ishockeysektionen startade 1942, och är den gren som gjort klubben mest känd. Clemensnäs IF var en av de första sportklubbarna i Västerbotten som tog upp ishockey på programmet.
I svenska mästerskapet 1948 nådde Clemensnäs IF kvartsfinal, där man åkte ut med 3-6 mot IK Göta.
Clemensnäs IF spelade i Sveriges högsta division säsongerna 1963/1964, 1966/1967 och 1969/1970. Den legendariske målvakten Lennart "Klimpen" Häggroth avslutade sin aktiva karriär i Clemensnäs IF.
1972 slog föreningarna Clemensnäs IF och Rönnskärs IF samman sina ishockeysektioner, och bildade CRIF, numera Clemensnäs HC. Från invigningen den 22 december 1979 spelade klubben sina hemmamatcher i Kopparhallen.

### Längdskidåkning
Erik Lundström gick under smeknamnet "Clemensnäs-Lundström", och blev svensk juniormästare i längdskidåkning 1929 och 1930. Han blev även garnisonsmästare i Boden. 1970 var skidsporten på frammarsch, och klubben hade åkare i Vasaloppet.